# Wladimir Grigorjewitsch Orlow

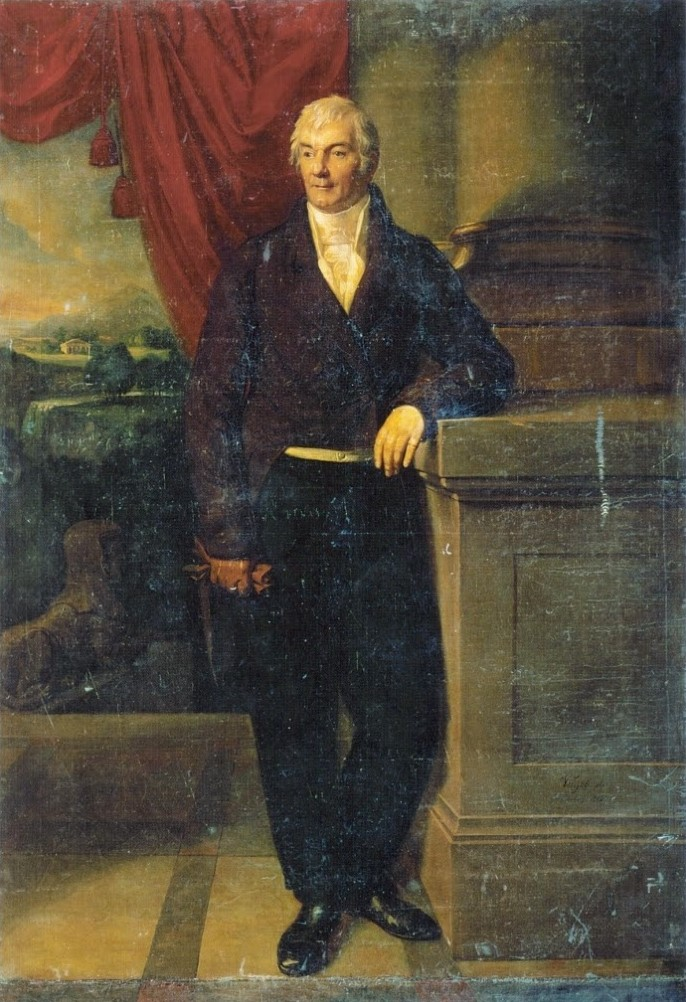
Wladimir Grigorjewitsch Orlow (Carl Christian Vogel von Vogelstein, Tretjakow-Galerie)

Wladimir Grigorjewitsch Orlow (russisch Владимир Григорьевич Орлов; * 8. Julijul. / 19. Juli 1743greg.; † 28. Februarjul. / 12. März 1831greg. in Moskau) war ein russischer Staatsbeamter und Wissenschaftsmanager.

## Leben
Orlow, der jüngste der fünf Orlow-Brüder, verwaiste früh und wuchs unter der Obhut seiner Brüder auf dem Lande auf. Am Tag der Krönung Katharinas II. 1762 erhielt Orlow zusammen mit seinen Brüdern die erbliche Grafenwürde. 1763 schickten ihn seine Brüder ins Ausland zum Studium an der Universität Leipzig. Er begeisterte sich für die Astronomie, verehrte die deutschen Wissenschaftler und liebte das Leben  in Leipzig. Die französische Philosophie des 18. Jahrhunderts interessierte ihn nicht, und er sprach nie französisch.
Nach seiner Rückkehr nach St. Petersburg 1766 ernannte Katharina II. Orlow zum Kammerjunker (5. Rangklasse) und Direktor der St. Petersburger Akademie der Wissenschaften als Assistent des Akademie-Präsidenten Graf Kirill Grigorjewitsch Rasumowski. Im Oktober 1766 wurde er Ehrenmitglied der Petersburger Akademie. 1767 begleitete er Katharina II. auf ihrer Reise auf der Wolga bis Astrachan und führte ein Tagebuch. Dabei übersetzte er das 15. Kapitel des philosophischen Romans Bélisaire von Jean-François Marmontel, mit dem sich auch Katharina II. selbst und Personen ihres Gefolges abmühten.
Als Akademie-Direktor bemühte sich Orlow um die Qualitätsverbesserung der heruntergekommenen Akademie. Bei den Protokollen der Akademiesitzungen ersetzte er das Latein und das Deutsche durch das Russische. Er förderte die russischen Studenten und schickte sie zum Studium ins Ausland. Er organisierte wissenschaftliche Expeditionen. 1769 schickte er zur Beobachtung des Venustransits  vor der Sonne Stepan Jakowlewitsch Rumowski nach Kola, Christoph Euler nach Orsk, Wolfgang Ludwig Krafft nach Orenburg und Iwan Iwanowitsch Islenjew nach Jakutsk, wobei Katharina II. persönlich Anteil nahm. In St. Petersburg beobachteten Johann Albrecht Euler, Semjon Kirillowitsch Kotelnikow, Christian Mayer und Anders Johan Lexell den Venustransit, während Georg Moritz Lowitz ihn in Gurjew beobachtete. Zur astronomischen Expedition nach Zentralasien gehörten Peter Simon Pallas, Samuel Gottlieb Gmelin und Nikolai Petrowitsch Rytschkow.
1768 heiratete Orlow Baronesse Jelisaweta Iwanowna Stackelberg (1741–1817), Tochter des Direktors des livländischen Ökonomiekollegiums Baron Fabian Adam von Stackelberg und Lieblingshofdame Katharinas II., die er 1767 auf der Wolga-Reise kennen gelernt hatte. Ihre Schwester Wilhelmina hatte 1763 den Diplomaten Reinhold Johann von Rehbinder geheiratet.

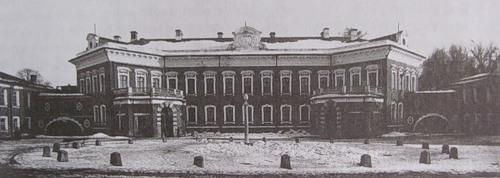
Otrada

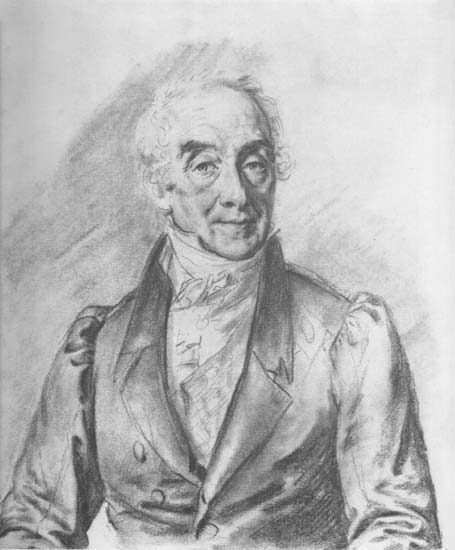
Wladimir Grigorjewitsch Orlow (Wassili Andrejewitsch Tropinin, 1826)

1770 wurde Orlow zum Kammerherrn ernannt (4. Rangklasse). Er machte eine Reise durch Russland und führte wieder ein Tagebuch. 1771 erkrankte er schwer und reiste zur Behandlung ins Ausland. Er lebte in Deutschland, Frankreich und England und trat in Kontakt mit vielen Wissenschaftlern, mit denen er dann  weiter korrespondierte. 1773 kehrte er nach St. Petersburg zurück. 1774 schied er auf eigenen Wunsch aus dem Dienst im Range eines Generalporutschiks, nachdem aufgrund des Aufstiegs Grigori Potjomkins die Orlows die Gunst Katharinas II. verloren hatten. Orlow ließ sich auf seinem Landsitz Otrada (Rajon Stupino) nieder und ließ sich 1775–1779 von zwei leibeigenen Architekten nach Plänen von Karl Blank ein prächtiges Herrenhaus mit Park bauen. Er sorgte für seine Familie und seine leibeigenen Bauern. Er las viel und beobachtete die politischen und gesellschaftlichen Ereignisse.
Orlow hatte zwei Söhne und drei Töchter. Sein ältester Sohn Alexander (1769–1787) starb früh. Die älteste Tochter Jekaterina heiratete 1799 den Brigadier Dmitri Alexandrowitsch Nowossilzew (1758–1835), von dem sie sich ein Jahr später trennte. Ihr einziger Sohn Wladimir (1800–1825) war mit Graf Joseph de Maistre befreundet und starb im Duell mit dem Dekabristen Konstantin Tschernow. Jekaterina widmete sich der Wohltätigkeit und ließ sich auf Otrada von Domenico Gilardi ein Mausoleum bauen (1832–1835). Die zweite Tochter Sofja (1774–1844) heiratete 1790 den Vizekanzler Nikita Petrowitsch Panin mit dem Herrenhaus Marfino als Mitgift und wurde bekannt durch ihre Wohltätigkeit und ihre Fürsorge für ihre leibeigenen Bauern. Der zweite Sohn Grigori heiratete 1800 Gräfin Anna Iwanowna Saltykowa (1777–1824, Tochter des Generalfeldmarschalls Iwan Petrowitsch Saltykow und seiner Frau Darja Petrowna geborene Tschernyschowa), die ihrem Schwiegervater Orlow das Herrenhaus Marfino verkauft hatte. Mit seiner kranken Frau lebte Grigori ständig im Ausland und unterhielt einen literarischen Salon in Paris. Die dritte Tochter Natalja (1782–1819) heiratete den Geheimen Rat (4. Rangklasse) Pjotr Lwowitsch Dawydow. Ihr Sohn Wladimir Petrowitsch erhielt 1856 Titel und Name seines Großvaters Orlow, so dass er nun den Namen Orlow-Dawydow trug.